# GCC Inline Assembly
GCC Inline Assembly — Встроенный ассемблер компилятора GCC, представляющий собой язык макроописания интерфейса компилируемого высокоуровневого кода с ассемблерной вставкой.

## Особенности
Синтаксис и семантика GCC Inline Assembly имеет следующие существенные отличия:
- GCC никак не интерпретирует содержимое ассемблерной вставки.
- Служит явное описание интерфейса с ассемблерной вставкой.
- Даёт компилятору возможность свободы выбора регистров.
- Позволяет явно указать на имеющиеся побочные действия ассемблерного кода.
- Позволяет использовать все инструкции (и директивы тоже) которые распознает ассемблер, а не только те, что знает и применяет gcc

## Предварительные сведения
Для понимания работы GCC Inline Assembly, следует хорошо понимать действия, выполняемые в процессе компиляции.
В начале gcc вызывает препроцессор cpp, который включает заголовочные файлы, разворачивает все условные директивы и выполняет макроподстановки. Посмотреть, что получилось после макроподстановки, можно командой gcc -E -o preprocessed.c some_file.c. Ключ -E редко используется, в основном когда вы занимаетесь отладкой макросов.
Затем gcc анализирует полученный код, на этой же фазе производит оптимизацию кода и в итоге производит ассемблерный код. Увидеть сгенерированный ассемблерный код можно командой gcc -S -o some_file.S some_file.c.
Затем gcc вызывает ассемблер gas для того, чтобы он создал из ассемблерного кода объектный код. Обычно ключ -c (compile only) используется в проектах, состоящих из многих файлов.
Затем gcc вызывает компоновщик ld для сборки исполняемого файла из полученных объектных файлов.
Для иллюстрации данного процесса создадим файл test.c следующего содержания:
```
int
 
main
()

 
{

 
asm
 
(
"Bla-Bla-Bla"
);
 
// вставим такую инструкцию

 
return
 
0
;

 
}

```

Если при компиляции выдается предупреждение -Wimplicit-function-declaration "Неявная декларация функции asm", используйте:
```
 
__asm__
 
(
"Bla-Bla-Bla"
);

```

Если мы скажем выполнить gcc -S -o test.S test.c, то мы обнаружим важный факт: компилятор обработал «неправильную» инструкцию и результирующий ассемблерный файл test.S содержит нашу строку «Bla-Bla-Bla». Однако, если мы попробуем создать объектный код или собрать бинарный файл, то gcc выведет следующее:
test.c: Assembler messages:
test.c:3: Error: no such instruction: 'Bla-Bla-Bla'
Сообщение исходит именно от Ассемблера.
Отсюда следует важный вывод: GCC никак не интерпретирует содержимое ассемблерной вставки, воспринимая её как макроподстановку времени компиляции.

## Синтаксис

### Общая структура
Общая структура ассемблерной вставки выглядит следующим образом:
asm [volatile] («команды и директивы ассемблера» : выходные параметры : входные параметры : изменяемые параметры);
впрочем, существует и более короткая форма:
asm [volatile] («команды ассемблера»);

### Синтаксис команд
Особенностью ассемблера gas и компилятора gcc является тот факт, что они используют непривычный для x86 синтаксис AT&T, который существенно отличается от синтаксиса Intel.
Основные отличия:
1. Порядок операндов: Операция Источник,Приёмник.
2. Названия регистров имеют явный префикс %, указывающий, что это регистр. Это позволяет работать с переменными, которые имеют то же название, что и какой-либо регистр, что невозможно в Intel-синтаксисе, у которого префиксы для регистров не используются, а их названия являются зарезервированными ключевыми словами.
3. Явное задание размеров операндов в суффиксах команд: b-byte, w-word, l-long, q-quadword. В командах типа movl %edx,%eax это может показаться излишним, однако является весьма наглядным средством, когда речь идёт о incl (%esi) или xorw $0x7,mask
4. Названия констант начинаются с $ и могут быть выражением. Например movl $1,%eax
5. Значение без префикса означает адрес. Например:
movl $123,%eax — записать в %eax число 123,
movl 123,%eax — записать в %eax содержимое ячейки памяти с адресом 123,
movl var,%eax — записать в %eax значение переменной var,
movl $var,%eax — загрузить адрес переменной var
6. Для косвенной адресации необходимо использовать круглые скобки. Например movl (%ebx),%eax — загрузить в %eax значение переменной по адресу, находящемуся в регистре %ebx
7. SIB-адресация: смещение (база, индекс, множитель)

Обычно пренебрегаемый факт того, что внутри директивы asm могут находиться не просто ассемблерные команды, но и вообще любые директивы, распознаваемые gas, может сослужить хорошую службу. Например, можно вставить содержимое двоичного файла в итоговый объектный код:
```
 
asm
(

  
"our_data_file:
\n\t
"

  
".incbin 
\"
some_bin_file.txt
\"\n\t
"
 
// используем директиву .incbin

  
"our_data_file_len:
\n\t
"

  
".long .-our_data_file
\n\t
"
  
// вставляем значение .long с вычисленной длиной файла

  
);

```

И затем адресоваться к этому бинарному файлу:
```
extern
 
char
 
our_data_file
[];

extern
 
long
 
our_data_file_len
;

```

### Как работает макроподстановка
Конструкция:
```
asm
 
(
"movl %0,%%eax"
::
"i"
(
1
));

```

Превратится в
```
movl
 
$1
,
%eax

```

## Тонкие моменты

### Ключевое слово volatile
Ключевое слово volatile служит для того чтобы указать компилятору, что вставляемый ассемблерный код может давать побочные эффекты, поэтому попытки оптимизации могут привести к логическим ошибкам.
Случаи, когда ключевое слово volatile ставить обязательно:
Допустим, внутри цикла имеется ассемблерная вставка, производящая проверку на занятость глобальной переменной и ожидания в спинлоке её освобождения. Когда компилятор начинает оптимизировать цикл, он выкидывает из цикла всё, что явным образом в цикле не изменяется. Поскольку в этом случае оптимизирующий компилятор не видит явной зависимости между параметрами ассемблерной вставки и переменными, изменяющимися в цикле, ассемблерная вставка может быть выкинута из цикла со всеми вытекающими последствиями.
СОВЕТ: Всегда указывайте asm volatile в тех случаях, когда ваша ассемблерная вставка должна «стоять там, где стоит». Особенно это касается тех случаев, когда вы работаете с атомарными примитивами.

### «memory» в clobber list
Следующий «тонкий момент» — явное указание «memory» в clobber list. Помимо простого указания компилятору, что ассемблерная вставка изменяет содержимое памяти, она ещё служит директивой Memory Barrier для компилятора. Это означает, что те операции обращений в память, которые стоят выше по коду, в результирующем машинном коде будут выполняться до тех, которые стоят ниже ассемблерной вставки. В случае многопоточной среды, когда от этого напрямую зависит риск возникновения race condition, это обстоятельство является существенным.
СОВЕТ № 1:
Быстрый способ сделать Memory Barrier 
```
#define mbarrier() asm volatile ("":::"memory")

```

СОВЕТ № 2:
Указание «memory» в clobber list не только «хороший тон», но и в случае работы с атомарными операциями, призванными разрулить race condition, является обязательным.

## Примеры использования
```
int
 
main
()

{

  
int
 
sum
 
=
 
0
,
 
x
 
=
 
1
,
 
y
 
=
 
2
;

  
asm
 
(
 
"add %1, %0"
 
:
 
"=r"
 
(
sum
)
 
:
 
"r"
 
(
x
),
 
"0"
 
(
y
)
 
);
 
// sum = x + y;

  
printf
(
"sum = %d, x = %d, y = %d"
,
 
sum
,
 
x
,
 
y
);
 
// sum = 3, x = 1, y = 2

  
return
 
0
;

}

```

- код: добавить %1 к %0 и сохранить результат в %0
- выходные параметры: универсальный регистр, сохранённый в локальную переменную, после выполнения ассемблерного кода.
- входные параметры: универсальные регистры, инициализированные от локальных переменных x и y перед выполнением ассемблерного кода.
- изменяемые параметры: ничего, кроме регистров ввода-вывода.